# Vejshulta gyl
Vejshulta gyl är en sjö i Hässleholms kommun i Skåne och ingår i Helge ås huvudavrinningsområde. Sjön har en area på 0,0539 kvadratkilometer och ligger 131 meter över havet. Vejshulta gyl ligger i Vejshulta myr Natura 2000-område. Vid provfiske har abborre fångats i sjön.

## Delavrinningsområde
Vejshulta gyl ingår i det delavrinningsområde (624070-135695) som SMHI kallar för Utloppet av Algustorpasjön. Medelhöjden är 125 meter över havet och ytan är 37,43 kvadratkilometer. Det finns inga avrinningsområden uppströms utan avrinningsområdet är högsta punkten. Hörlingeån (Röke å) som avvattnar avrinningsområdet har biflödesordning 3, vilket innebär att vattnet flödar genom totalt 3 vattendrag innan det når havet efter 105 kilometer. Avrinningsområdet består mestadels av skog (61 %) och sankmarker (18 %). Avrinningsområdet har 1,24 kvadratkilometer vattenytor vilket ger det en sjöprocent på 3,3 %.